# Lugny-Champagne
Lugny-Champagne ist eine französische Gemeinde mit 140 Einwohnern (Stand: 1. Januar 2022) im Département Cher in der Region Centre-Val de Loire. Sie gehört zum Kanton Avord und zum Gemeindeverband Communauté de communes Berry-Loire-Vauvise. Die Einwohner werden Étréchyssois genannt.

## Geografie
Lugny-Champagne liegt im Berry etwa 34 Kilometer ostnordöstlich von Bourges. Das Gemeindegebiet wird vom Bach Ragnon durchquert, der im Nordosten in das Flüsschen Chanteraine einmündet. Umgeben wird Lugny-Champagne von den Nachbargemeinden Groises im Nordwesten und Norden, Feux im Nordosten, Sancergues im Osten, Charentonnay im Osten und Südosten, Sévry im Süden, Chaumoux-Marcilly im Südwesten sowie Étréchy im Südwesten und Westen.

## Bevölkerungsentwicklung
| Jahr                       | 1962 | 1968 | 1975 | 1982 | 1990 | 1999 | 2007 | 2019 |
| Einwohner                  | 360  | 321  | 275  | 221  | 207  | 166  | 178  | 137  |
| Quellen: Cassini und INSEE |      |      |      |      |      |      |      |      |

## Sehenswürdigkeiten
- Kirche Saint-Fiacre aus dem 13. Jahrhundert, erstmals 1139 erwähnt

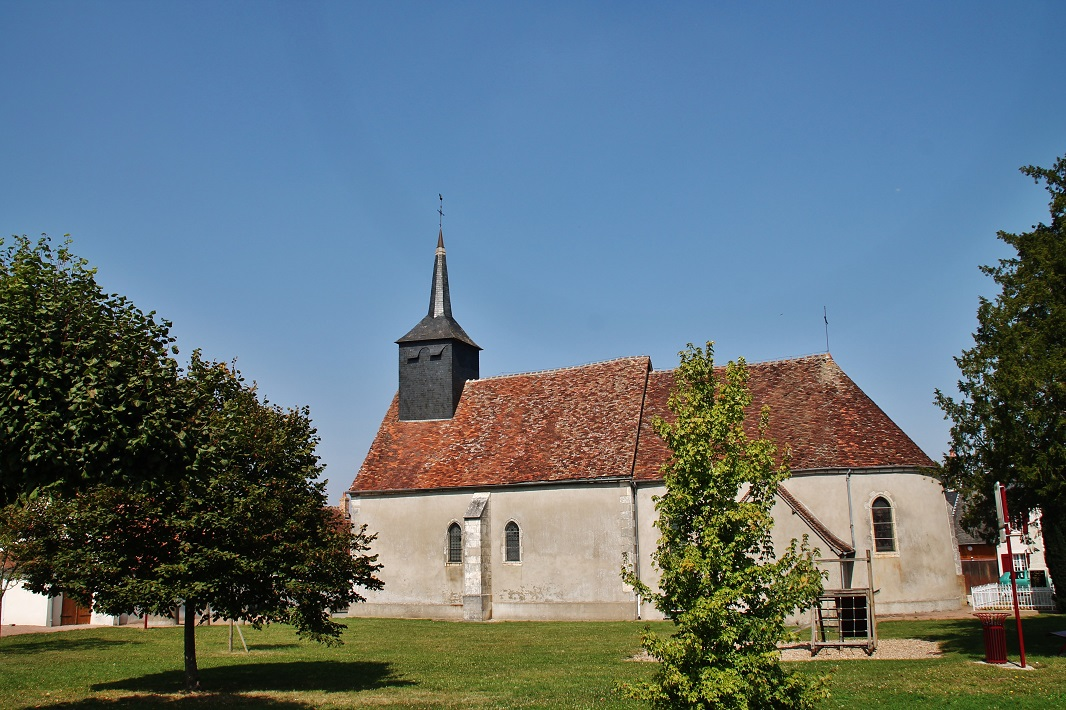
Kirche Saint-Fiacre